# فین ویرلمن
فین ویرلمن (انگلیسی: Finn Wirlmann؛ زادهٔ ۱۸ ژوئیهٔ ۱۹۹۶) بازیکن فوتبال اهل آلمان است.
از باشگاه‌هایی که در آن بازی کرده‌است می‌توان به باشگاه فوتبال هولشتاین کیل اشاره کرد.